# 遺忘的時光
是一部2014年的美國劇情電影，由歐林·穆佛曼執導和編劇。主演是李察·基爾、吉娜·瑪隆、本·沃倫、姬娜·薛域和史提夫·布斯美。

## 演員
- 李察·基爾 飾 George
- 本·沃倫（英语：Ben Vereen） 飾 Dixon
- 吉娜·瑪隆 飾 Maggie
- 姬娜·薛域 飾 Karen / Fake Sheila
- 史提夫·布斯美 飾 Art
- 丹妮尔·布鲁克斯 飾 接待員
- 傑瑞米·史壯 飾 Jack
- 尤·瓦茲奎茲（英语：Yul Vazquez） 飾 Raoul
- 布莱恩·德阿西·詹姆斯（英语：Brian d'Arcy James） 飾 Mark
- 格拉爾迪·休斯（英语：Geraldine Hughes） 飾 Maire
- Lisa Datz 飾 Laura
- 東妮·派特諾（英语：Tonye Patano） 飾 Ms. Jackson
- 科爾曼·多明戈 飾 Mr. Oyello

## 製作
本片於2014年1月29日發布，而拍攝於2014年3月開始。

## 外部連結
- 互联网电影数据库（IMDb）上《遺忘的時光》的资料（英文）
- Box Office Mojo上《遺忘的時光》的資料（英文）
- 爛番茄上《遺忘的時光》的資料（英文）
- Metacritic上《遺忘的時光》的資料（英文）